# Tubatulabal
Le tubatulabal est une langue uto-aztèque du Nord parlée aux États-Unis par le peuple Tubatulabal (en) du sud de la Californie, dans la région de la Kern River, dans le Sud de la Sierra Nevada.
La langue est quasiment éteinte.

## Classification
Le tubatulabal constitue un sous-groupe à l'intérieur de la branche septentrionale des langues uto-aztèques.

## Écriture
Le tubatulabal a une orthographe pratique utilisée par la Pakanapul Language Team. Plusieurs autres orthographes ou transcriptions ont été utilisées auparavant, notamment par Charles F. Voegelin (en).
| a | b | c | d | dz | h | i | j | k | l | m | n | ng | ngg | o | p | r | t | tc | ts | u | ü | w | x | y | ’ |

## Phonologie
Les phonèmes du tubatulabal sont les suivants,. À gauche, les phonèmes sont représentés dans l'orthographe de la langue:

### Voyelles
|          | Antérieures | Centrales | Postérieures |
| -------- | ----------- | --------- | ------------ |
| Ouvertes | i [i]       | ü [ɨ]     | u [u]        |
| Moyenne  | e [e]       |           | o [ɔ]        |
| Fermées  | a [a]       | a [a]     | a [a]        |

Toutes les voyelles ont des équivalents longs, écrits doubles dans l'orthographe tubatulabal. Exemples :
nahaal : pou
pigiinict : chemise
tongool : genou

### Consonnes
|                |                | Labiales | Alvéolaires | Alvéolaires | Palatales | Vélaires | Glottales |
| -------------- | -------------- | -------- | ----------- | ----------- | --------- | -------- | --------- |
| Nasales        | Nasales        | m [m]    | n [n]       | n [n]       |           | ng [ŋ]   |           |
| Occlusives     | Sourdes        | p [p]    | t [t]       | t [t]       |           | k [k]    | ' [ʔ]     |
| Occlusives     | Sonores        | b [b]    | d [d]       | d [d]       |           | g [ɡ]    |           |
| Affriquées     | Sourdes        |          | ts [t͡s]     | ts [t͡s]     | tc [ t͡ʃ ] |          |           |
| Affriquées     | Sonores        |          | dz [d͡z]     | dz [d͡z]     | j [ d͡ʒ]   |          |           |
| Fricatives     | Fricatives     |          |             |             | c [ ʃ ]   |          | h [h]     |
| Latérales      | Latérales      |          | l [l]       | l [l]       |           |          |           |
| Semi-consonnes | Semi-consonnes |          |             |             | y [ j]    | w [w]    |           |